# Nations Cup (Eishockey)
Der Nations Cup (auch meco nations cup, MLP Nations Cup, Air Canada Cup) war ein jährlich in Deutschland stattfindendes Fraueneishockeyturnier, an welchem Nationalmannschaften verschiedener Länder teilnahmen. Das Turnier wurde vom Deutschen Eishockey-Bund ausgetragen.
Mit sechs teilnehmenden Mannschaften war der Wettbewerb seit 2007 das größte Nationenturnier im Fraueneishockey nach dem olympischen Eishockeyturnier und der Weltmeisterschaft. 2006–2010 war Ravensburg Austragungsort.
| Inhaltsverzeichnis       |
| 1 Geschichte             |
| 2 Bisherige Austragungen |
| 3 Medaillenspiegel       |
| 4 Weblinks               |

## Geschichte
Erstmals ausgetragen wurde das Turnier als Air Canada Cup im Jahr 2003, als neben Gastgeber Deutschland die Schweiz, Finnland und Kanada teilnahmen. 2007 wurde die Anzahl der Mannschaften von vier auf sechs Teams erhöht, seitdem wird die Vorrunde in zwei Dreiergruppen ausgespielt. Am 4. Januar 2008 gab die Fluggesellschaft Air Canada bekannt, sich nach fünf Jahren aus dem Sponsoring zurückzuziehen. Nachdem der Finanzvertrieb MLP das Sponsoring übernommen hatte, wurde der „Air Canada Cup“ in „MLP Nations Cup“ umbenannt. Die Austragungen 2012 und 2013 wurden von der meco IT AG gesponsert, zwischen 2013 und 2018 wurde das Turnier ohne Namenssponsor ausgetragen.

## Bisherige Austragungen
| Inhaltsverzeichnis 2003 2004 2005 2006 2007 2008 2009 2010 2011 2012 2013 2014 2015 2016 2017 2018 |

### 2003
Der erste Air Canada Cup wurde im Jahr 2003 in der Preussag-Arena in Hannover sowie in den Städten Salzgitter und Braunlage ausgetragen. Neben Gastgeber Deutschland nahmen die Schweiz, Finnland und Kanada am Wettbewerb teil.

#### Ergebnisse
| Kanada      | – | Finnland | 4:1 |
| Deutschland | – | Schweiz  | 1:2 |
| Kanada      | – | Schweiz  | 8:0 |
| Deutschland | – | Finnland | 2:2 |
| Finnland    | – | Schweiz  | 2:2 |
| Deutschland | – | Kanada   | 1:6 |

#### Abschlusstabelle
| RF | Team        | Spiele | Tore | Punkte |
| -- | ----------- | ------ | ---- | ------ |
| 1. | Kanada      | 3      | 18:2 | 6      |
| 2. | Schweiz     | 3      | 4:11 | 3      |
| 3. | Finnland    | 3      | 5:9  | 2      |
| 4. | Deutschland | 3      | 4:10 | 1      |

### 2004
Der Air Canada Cup 2004 fand vom 5. bis 7. Februar 2004 in der Hacker-Pschorr Arena in Bad Tölz sowie Olympia-Eissport-Zentrum in Garmisch-Partenkirchen statt. Erneut nahmen neben Gastgeber Deutschland die Schweiz, Finnland und Kanada am Wettbewerb teil, die letzten beiden jedoch mit einer U22-Auswahl.

#### Ergebnisse
| 5. Feb 2004 16:00 Uhr | Kanada U22 – Finnland U22  | 6:1 (1:0, 3:0, 2:1) |
| 5. Feb 2004 19:00 Uhr | Schweiz – Deutschland      | 1:1 (1:0, 0:1, 0:0) |
| 6. Feb 2004 16:00 Uhr | Kanada U22 – Schweiz       | 6:0 (0:0, 2:0, 4:0) |
| 6. Feb 2004 19:00 Uhr | Finnland U22 – Deutschland | 0:4 (0:1, 0:2, 0:1) |
| 7. Feb 2004 16:00 Uhr | Finnland U22 – Schweiz     | 3:3 (1:0, 2:1, 0:2) |
| 7. Feb 2004 19:00 Uhr | Deutschland – Kanada U22   | 3:5 (2:0, 0:2, 1:3) |

#### Abschlusstabelle
| RF | Team         | Spiele | Tore | Punkte |
| -- | ------------ | ------ | ---- | ------ |
| 1. | Kanada U22   | 3      | 17:4 | 6      |
| 2. | Deutschland  | 3      | 8:6  | 3      |
| 3. | Schweiz      | 3      | 4:10 | 2      |
| 4. | Finnland U22 | 3      | 4:13 | 1      |

### 2005
Der Air Canada Cup 2005 wurde vom 10. bis 13. Februar 2005 in der Scania-Arena in Duisburg ausgetragen. Neben Gastgeber Deutschland nahmen erneut die Schweiz, Finnland und Kanada am Wettbewerb teil.

#### Ergebnisse
| Kanada      | – | Finnland    | 8:3  |
| Schweiz     | – | Deutschland | 3:0  |
| Kanada      | – | Schweiz     | 10:1 |
| Deutschland | – | Finnland    | 4:2  |
| Finnland    | – | Schweiz     | 7:3  |
| Deutschland | – | Kanada      | 0:13 |

#### Abschlusstabelle
| RF | Team        | Spiele | Tore  | Punkte |
| -- | ----------- | ------ | ----- | ------ |
| 1. | Kanada      | 3      | 31:4  | 6      |
| 2. | Finnland    | 3      | 12:15 | 2      |
| 3. | Schweiz     | 3      | 7:17  | 2      |
| 4. | Deutschland | 3      | 4:18  | 2      |

### 2006
Der Air Canada Cup 2006 fand vom 5. bis 7. Januar 2006 in der Eissporthalle Ravensburg statt. Erneut nahmen neben Gastgeber Deutschland die Schweiz, Finnland und Kanada am Wettbewerb teil.

#### Ergebnisse
| Kanada      | – | Finnland    | 4:1  |
| Schweiz     | – | Deutschland | 3:0  |
| Kanada      | – | Schweiz     | 10:1 |
| Deutschland | – | Finnland    | 0:2  |
| Finnland    | – | Schweiz     | 5:2  |
| Deutschland | – | Kanada      | 6:4  |

#### Abschlusstabelle
| RF | Team        | Spiele | Tore | Punkte |
| -- | ----------- | ------ | ---- | ------ |
| 1. | Kanada      | 3      | 18:8 | 4      |
| 2. | Finnland    | 3      | 8:6  | 4      |
| 3. | Schweiz     | 3      | 6:15 | 2      |
| 4. | Deutschland | 3      | 6:9  | 2      |

### 2007
Der Air Canada Cup 2007 wurde vom 3. bis 7. Januar 2007 erneut in der Eissporthalle Ravensburg ausgetragen. Erstmals wurde das Turnier mit sechs statt vier Mannschaften ausgespielt, was bedeutete, dass statt des bisherigen Spielmodus eine Vorrunde mit zwei Dreiergruppen und eine Finalrunde ausgetragen wurde. Neben Gastgeber Deutschland nahmen die Schweiz, eine U20-Auswahl von Finnland, die U22 Kanadas, Japan und Russland am Wettbewerb teil.

#### Vorrunde
| Russland     | – | Schweiz      | 6:0  |
| Japan        | – | Kanada U22   | 0:10 |
| Finnland U20 | – | Russland     | 3:7  |
| Deutschland  | – | Japan        | 2:1  |
| Schweiz      | – | Finnland U20 | 4:1  |
| Kanada U22   | – | Deutschland  | 5:0  |

#### Tabellen
| Gruppe A | Gruppe A     | Gruppe A | Gruppe A | Gruppe A |
| RF       | Team         | Spiele   | Tore     | Punkte   |
| -------- | ------------ | -------- | -------- | -------- |
| 1.       | Russland     | 2        | 13:3     | 6        |
| 2.       | Schweiz      | 2        | 4:7      | 3        |
| 3.       | Finnland U20 | 2        | 4:11     | 0        |

| Gruppe B | Gruppe B    | Gruppe B | Gruppe B | Gruppe B |
| RF       | Team        | Spiele   | Tore     | Punkte   |
| -------- | ----------- | -------- | -------- | -------- |
| 1.       | Kanada U22  | 2        | 15:0     | 6        |
| 2.       | Deutschland | 2        | 2:6      | 3        |
| 3.       | Japan       | 2        | 1:12     | 0        |

#### Halbfinale
| Schweiz  | – | Kanada U22  | 0:11 |
| Russland | – | Deutschland | 0:5  |

#### Spiel um Platz 5
| Finnland U20 | – | Japan | 0:2 |

#### Spiel um Platz 3
| Schweiz | – | Russland | 5:2 |

#### Finale
| Kanada U22 | – | Deutschland | 6:1 |

#### Abschlusstabelle
| RF | Team         |
| -- | ------------ |
| 1. | Kanada       |
| 2. | Deutschland  |
| 3. | Schweiz      |
| 4. | Russland     |
| 5. | Japan        |
| 6. | Finnland U20 |

### 2008
Der Air Canada Cup 2008 wurde vom 2. bis 6. Januar 2008 in der Eissporthalle Ravensburg ausgespielt. Neben Gastgeber Deutschland nahmen die Schweiz, eine U20-Auswahl von Finnland, die U22 Kanadas, Schweden und Russland am Wettbewerb teil.

#### Abschlusstabelle
| RF | Team        |
| -- | ----------- |
| 1. | Kanada      |
| 2. | Finnland    |
| 3. | Schweden    |
| 4. | Russland    |
| 5. | Schweiz     |
| 6. | Deutschland |

### 2009
Der MLP Nations Cup 2009 wurde vom 2. bis 6. Januar 2009 in der Eissporthalle Ravensburg ausgetragen.

#### Vorrunde
| Schweden | – | Schweiz     | 5:3  |
| Kanada   | – | Finnland    | 3:0  |
| Russland | – | Finnland    | 2:1  |
| Schweiz  | – | Deutschland | 3:4  |
| Kanada   | – | Russland    | 11:0 |
| Schweden | – | Deutschland | 4:1  |

#### Tabellen
| Gruppe A | Gruppe A | Gruppe A | Gruppe A | Gruppe A |
| RF       | Team     | Spiele   | Tore     | Punkte   |
| -------- | -------- | -------- | -------- | -------- |
| 1.       | Kanada   | 2        | 14:0     | 6        |
| 2.       | Russland | 2        | 2:12     | 3        |
| 3.       | Finnland | 2        | 1:5      | 0        |

| Gruppe B | Gruppe B    | Gruppe B | Gruppe B | Gruppe B |
| RF       | Team        | Spiele   | Tore     | Punkte   |
| -------- | ----------- | -------- | -------- | -------- |
| 1.       | Schweden    | 2        | 9:4      | 6        |
| 2.       | Deutschland | 2        | 5:7      | 3        |
| 3.       | Schweiz     | 2        | 6:9      | 0        |

#### Halbfinale
| Schweden | – | Russland    | 5:4 |
| Kanada   | – | Deutschland | 3:0 |

#### Spiel um Platz 5
| Finnland | – | Schweiz | 6:1 |

#### Spiel um Platz 3
| Deutschland | – | Russland | 0:2 |

#### Finale
| Kanada | – | Schweden | 1:2 |

#### Abschlusstabelle
| RF | Team        |
| -- | ----------- |
| 1. | Schweden    |
| 2. | Kanada      |
| 3. | Russland    |
| 4. | Deutschland |
| 5. | Finnland    |
| 6. | Schweiz     |

### 2010
Der MLP Nations Cup 2010 wurde vom 5. bis 9. Januar 2010 in der Eissporthalle Ravensburg ausgetragen.

#### Vorrunde
| 5. Januar 2011, 16:00 Uhr | Kanada      | – | Schweiz     | 4:1    | (1:0, 2:1, 1:0) | 350 Zuschauer   |
| 5. Januar 2011, 20:00 Uhr | Schweden    | – | Finnland    | 4:1    | (0:0, 1:1, 3:0) | 300 Zuschauer   |
| 6. Januar 2011, 16:00 Uhr | Russland    | – | Finnland    | 3:4 OT | (1:2, 1:1, 1:0) | 500 Zuschauer   |
| 6. Januar 2011, 20:00 Uhr | Schweiz     | – | Deutschland | 5:4 OT | (3:2, 1:2, 0:0) | 1.500 Zuschauer |
| 7. Januar 2011, 16:00 Uhr | Schweden    | – | Russland    | 2:3    | (2:0, 0:0, 0:3) | 330 Zuschauer   |
| 7. Januar 2011, 20:00 Uhr | Deutschland | – | Kanada      | 0:7    | (0:2, 0:2, 0:3) | 1.700 Zuschauer |

#### Tabellen
| Gruppe A | Gruppe A | Gruppe A | Gruppe A | Gruppe A |
| RF       | Team     | Spiele   | Tore     | Punkte   |
| -------- | -------- | -------- | -------- | -------- |
| 1.       | Russland | 2        | 2:12     | 4        |
| 2.       | Schweden | 2        | 6:4      | 3        |
| 3.       | Finnland | 2        | 5:7      | 2        |

| Gruppe B | Gruppe B    | Gruppe B | Gruppe B | Gruppe B |
| RF       | Team        | Spiele   | Tore     | Punkte   |
| -------- | ----------- | -------- | -------- | -------- |
| 1.       | Kanada      | 2        | 11:1     | 6        |
| 2.       | Schweiz     | 2        | 6:8      | 2        |
| 3.       | Deutschland | 2        | 4:12     | 1        |

#### Halbfinale
| 8. Januar 2011, 16:00 Uhr | Schweden | – | Kanada  | 3:4 OT | (0:3, 2:0, 1:0) | 440 Zuschauer |
| 8. Januar 2011, 20:00 Uhr | Russland | – | Schweiz | 5:6 OT | (0:1, 5:4, 0:0) | 520 Zuschauer |

#### Spiel um Platz 5
| 9. Januar 2011, 16:00 Uhr | Finnland | – | Deutschland | 4:0 | (1:0, 1:0, 2:0) | 800 Zuschauer |

#### Spiel um Platz 3
| 9. Januar 2011, 16:00 Uhr | Schweden | – | Russland | 5:3 | (2:0, 3:1, 0:2) | 250 Zuschauer |

#### Finale
| 9. Januar 2010 20:00 Uhr | Kanada J. Wong (2:38) V. Bendus (4:11) B. Bram (18:04) B. Jenner (19:51) J. Scanzano (25:23) N. Spooner (26:30) J. Wong (30:17) J. Wong (35:20) J. Wakefield (38:51) | 9:0 (4:0, 5:0, 0:0) Spielbericht | Schweiz | Eissporthalle, Ravensburg Zuschauer: 1.300 |

#### Abschlusstabelle
| RF | Team        |
| -- | ----------- |
| 1. | Kanada      |
| 2. | Schweiz     |
| 3. | Schweden    |
| 4. | Russland    |
| 5. | Finnland    |
| 6. | Deutschland |

## 2011

### Abschlusstabelle
| Pl. | Team        |
| --- | ----------- |
| 1   | Kanada      |
| 2   | Schweden    |
| 3   | Russland    |
| 4   | Deutschland |
| 5   | Schweiz     |
| 6   | Finnland    |

## 2012
Der meco nations cup 2012 wurde vom 3. bis 8. Januar 2012 an mehreren Standorten – Füssen, Lindau, Miesbach, Peißenberg und Sonthofen – ausgetragen, die meisten Spiele fanden in Füssen statt. Das Turnier wurde an fünf Tagen im Modus Jeder gegen Jeden ausgetragen.
Die schwedische Nationalmannschaft sicherte sich den Turniergewinn mit 5 Siegen in 5 Spielen. Insgesamt sahen 2752 Zuschauer die 15 Partien des Turniers, was einem Besucherschnitt von 183 entspricht.

### Abschlusstabelle
| Pl. |             | Sp | S | OTS | OTN | N | Tore  | Punkte |
| 1.  | Schweden    | 5  | 4 | 1   | 0   | 0 | 16:05 | 14     |
| 2.  | Finnland    | 5  | 3 | 1   | 0   | 1 | 15:11 | 11     |
| 3.  | Kanada      | 5  | 3 | 0   | 2   | 0 | 20:07 | 11     |
| 4.  | Schweiz     | 5  | 1 | 1   | 0   | 3 | 13:22 | 5      |
| 5.  | Deutschland | 5  | 1 | 0   | 0   | 4 | 07:13 | 3      |
| 6.  | Russland    | 5  | 0 | 0   | 1   | 4 | 08:21 | 1      |

## 2013
Der meco nations cup 2013 wurde vom 3. bis 6. Januar 2013 in Füssen, Ravensburg und Memmingen ausgespielt. Neben Gastgeber Deutschland nahmen die Nationalmannschaften der Schweiz, Finnlands, Kanadas, Schwedens und Russlands am Wettbewerb teil.

### Abschlusstabelle
| RF | Team        |
| -- | ----------- |
| 1. | Kanada      |
| 2. | Russland    |
| 3. | Finnland    |
| 4. | Deutschland |
| 5. | Schweden    |
| 6. | Schweiz     |

## Medaillenspiegel
(Stand 2013)
| RF | Land        |   |   |   |
| -- | ----------- | - | - | - |
| 1. | Kanada      | 9 | 2 | 0 |
| 2. | Schweden    | 2 | 1 | 2 |
| 3. | Finnland    | 0 | 3 | 3 |
| 4. | Schweiz     | 0 | 2 | 4 |
| 5. | Deutschland | 0 | 2 | 0 |
| 6. | Russland    | 0 | 1 | 2 |
| 7. | Japan       | 0 | 0 | 0 |